# 青龙桥站
青龙桥站是京包铁路（原京张铁路）上的一个小火车站，位于北京市延庆区八达岭镇，建于1908年。
由于地势原因，京张铁路在此以折返式铁路爬坡，一般将该段称为“人”字形铁路。青龙桥站现仅作为上行线折返点，相应的下行线折返点为青龙桥西站。现为2台2道，每天有8列由延庆站开往黄土店站的北京市郊铁路S2线在此折返。
2020年9月3日，本站被中国铁道学会评为“全国铁路科普教育基地”。

## 车站结构

### 站房
站房保留修建时的样式，站名为时任京张铁路会办关冕钧于光绪戊申（1908年）秋季题写。站房旁有人工转辙器模型，可供游览者尝试操作，同时展示的还有使用苏州码子标记的京张铁路里程碑。站房右侧有京张铁路纪念碑及詹天佑塑像，塑像基座有“詹公天佑之象”六字。1982年5月20日詹天佑及其夫人骨灰被迁葬于塑像后方，书“詹天佑先生之墓”，其后有迁墓时所立的詹天佑先生生平。詹天佑铜像及墓为北京市文物保护单位，青龙桥站为爱国主义教育基地。
- 青龙桥站站房上站名题字
- 青龙桥站站房内部
- 站台上的用苏州码子标记的里程碑
- 站房一侧的詹天佑塑像，其后为詹天佑墓。
- 京郊旅游线『长城号』从詹天佑雕像前经过
- 京郊旅游专线长城号途径青龙桥站

### 站场
青龙桥站设有3条股道、2座站台。
| 站房     | 行车室、候车室 |
| 侧式站台 |                |
| 1道      | 京包铁路到发线 |
| 2道      | 存车线         |
| 3道      | 京包铁路到发线 |
| 侧式站台 |                |